# Jiří Šlégr
Jiří Šlégr (IPA: [ˈjɪr̝i: ˈʃlɛ:gr̩]ⓘ; * 30. Mai 1971 in Jihlava, Tschechoslowakei als Jiří Bubla junior) ist ein ehemaliger tschechischer Eishockeyspieler (Abwehrspieler), der in seiner Karriere unter anderem für die Vancouver Canucks, Edmonton Oilers, Pittsburgh Penguins, Atlanta Thrashers, Detroit Red Wings und Boston Bruins in der National Hockey League gespielt hat. Er ist der Sohn von Jiří Bubla. Seit seinem Karriereende gehört er dem Vorstand des HC Litvínov und seit 2014 auch dem Trainerstab an.

## Karriere
Jiří Šlégr erlernte den Umgang mit Puck und Schläger in seiner Heimatstadt beim HC Litvínov und bestritt sein erstes Erstliga-Spiel in der Saison 1987/88. Obwohl er beim NHL Entry Draft 1990 von den Canucks als 23. in der ersten Runde ausgewählt wurde, spielte er bis 1992 für Litvinov.  Als Rookie erzielte er für die Canucks in der Saison 1992/93 vier Tore und 22 Assists in 41 Spielen (bei einer Plus/Minus-Wertung von +16), wurde aber auch in einigen Spielen beim Farmteam in Hamilton eingesetzt.
In der folgenden Spielzeit spielte er ausschließlich in Vancouver und erzielte 38 Scorerpunkte in 78 Spielen. Damit war er drittbester Verteidiger der Canucks, wurde aber trotzdem in keinem Spiel der Play-offs um den Stanley Cup eingesetzt.
Im April 1995 wurde er im Tausch gegen Roman Oksjuta zu den Edmonton Oilers transferiert, wo er bis zum Sommer 1996 unter Vertrag stand. Danach wechselte er zurück nach Europa in die schwedische Elitserien zu Södertälje SK. 1997 kehrte er in die NHL zurück, allerdings hatten die Oilers ihn im Tausch gegen einen Draft-Pick an die Pittsburgh Penguins abgegeben. Bei den Penguins spielte Šlégr für dreieinhalb Spielzeiten und verbesserte dabei sein Spiel durch die von der Defensive geprägte Taktik der Penguins. Seine beste Offensivleistung brachte er in der Spielzeit 1999/2000, als er elf Tore erzielte.
Nach fast vier Jahren bei den Penguins wurde er an die Atlanta Thrashers abgegeben, die ihn schon nach einem Jahr, im März 2002, mit den Detroit Red Wings gegen Juri Buzajew und einen Draft-Pick tauschten. Mit den Red Wings gewann er 2002 den Stanley Cup, obwohl er nur ein Play-off-Spiel absolviert hatte. Nach nur neun Spielen in Detroit unterschrieb er einen Vertrag in seiner Heimatstadt beim HC Litvinov. Kurz vor den Play-offs der Superliga wurde er dann von Avangard Omsk unter Vertrag genommen.
Im Sommer 2003 unterzeichnete Šlégr als Free Agent einen Vertrag bei den Vancouver Canucks, da er aber bei Trainer Marc Crawford in Ungnade fiel, wurde er schon nach 16 Spielen an die Boston Bruins abgegeben. In 36 Spielen bei den Bruins erzielte er vier Tore und 15 Assists. Während des Lockout in der NHL 2004/05 spielte er wieder bei seinem Heimatclub HC Litvinov und kehrte nach der Saison zu den Bruins zurück. Im Sommer 2006 unterzeichnete er dann erneut einen Vertrag beim HC Litvinov, der ihn im März 2007 an den EHC Biel auslieh, um diesen im Play-off-Finale der NLB und den Relegationsspielen zu unterstützen.
Ab Sommer 2009 war er parallel Assistenztrainer des HC Litvinov. Im März 2010 beendete er seine Spielerkarriere, nachdem sein Heimatverein in den Pre-Play-offs ausgeschieden war.
Šlégr engagierte sich anschließend in der Kommunalpolitik. 2010 wurde Šlégr für die CSSD in das tschechische Abgeordnetenhaus gewählt. Gemeinsam mit seinem Parteifreund, dem ehemaligen Ministerpräsidenten Jiří Paroubek, verließ Šlégr 2011 die CSSD-Fraktion und schloss sich den Volkssozialisten - Linke des 21. Jahrhunderts an. Am 14. Juni 2013 legte Šlégr aus Protest gegen die Regierung Petr Nečas der derzeitigen tschechischen Politik sein Abgeordnetenmandat nieder.
Zur Saison 2013/14 kehrte er in den Kader des HC Litvinov zurück und gewann mit diesem am Ende der folgenden Spielzeit den tschechischen Meistertitel. Zudem agierte er während der Saison 2014/15 als Assistenztrainer.
Im Januar 2018 übernahm er den Cheftrainerposten bei seinem Heimatverein.

### International
Schon früh in der Juniorenzeit begann Jiří Šlégr, sein Heimatland (damals noch die Tschechoslowakei) bei internationalen Turnieren zu vertreten. So nahm er an der U20-WM 1990 und U20-WM 1991 und gewann beide Male die Bronzemedaille. 1991 wurde er außerdem als bester Abwehrspieler ausgezeichnet – aufgrund der gezeigten Leistung wurde er im gleichen Jahr für die Herren-Weltmeisterschaften nominiert.
Bei den  Olympischen Winterspielen in Albertville 1992 gewann er mit der tschechoslowakischen Nationalmannschaft die Bronzemedaille. Vier Jahre später wurde er in den Kader für den World Cup of Hockey 1996 berufen, die tschechische Nationalmannschaft erreichte allerdings nur einen enttäuschenden letzten Platz. Ein Jahr später, bei der WM 1997, gewann Jiří Šlégr mit der tschechischen Nationalmannschaft jedoch erneut Bronze.
Seine verbesserte Defensivleistung, die er bei den Pittsburgh Penguins entwickelt hatte, verhalf den Tschechen dann zum Gewinn der Goldmedaille bei den Olympischen Winterspielen in Nagano 1998, wo das tschechische Team durch eine exzellente Verteidigung überraschte.
Erst 2004 wurde Jiří Šlégr wieder in die Nationalmannschaft berufen und bestritt die WM 2004 und den World Cup of Hockey 2004.  Im Frühjahr 2005 gewann er mit der tschechischen Nationalmannschaft die Goldmedaille der Weltmeisterschaft. Damit hatte er alle drei großen Trophäen (Olympia, WM und Stanley Cup) des Eishockeys gewonnen und gehört seitdem dem prestigeträchtigen Triple Gold Club an.

## Erfolge und Auszeichnungen
- 1989 Silbermedaille bei der Junioren-Europameisterschaft
- 1990 Bronzemedaille bei der Junioren-Weltmeisterschaft
- 1990 All-Star-Team  bei der Junioren-Weltmeisterschaft
- 1991 All-Star-Team  und Bester Verteidiger der 1. Liga
- 1991 Bronzemedaille bei der Junioren-Weltmeisterschaft
- 1991 Bester Verteidiger der Junioren-Weltmeisterschaft
- 1992 Bronzemedaille bei den Olympischen Winterspielen 1992
- 1997 Bronzemedaille bei der Weltmeisterschaft
- 1998 Goldmedaille bei den Olympischen Winterspielen 1998
- 1998 Bronzemedaille bei der Weltmeisterschaft
- 2005 Goldmedaille bei der Weltmeisterschaft
- 2007 NLB-Meister mit dem EHC Biel
- 2009 Bester Verteidiger der Extraliga
- 2015 Tschechischer Meister mit dem HC Litvínov